# خورشیدگرفتگی ۲۷ ژانویه ۲۰۷۴
خورشیدگرفتگی ۲۷ ژانویه ۲۰۷۴ (به انگلیسی: Solar eclipse of January 27, 2074) یک خورشیدگرفتگی از نوع خورشیدگرفتگی حلقه‌ای است. این خورشیدگرفتگی در تاریخ ۲۷ ژانویه ۲۰۷۴ میلادی (‎۸ بهمن ۱۴۵۲ خورشیدی) روی خواهد داد که زمان اوج آن، ساعت ۶:۴۴:۱۵ به‌وقت ساعت هماهنگ جهانی است. مدت زمان و طول این خورشیدگرفتگی ۲ دقیقه و ۲۱ ثانیه خواهد بود.